# Andreas Skov Olsen
Andreas Skov Olsen (født 29. december 1999) er en dansk fodboldspiller, der spiller for den tyske Bundesliga-klub VfL Wolfsburg, hvortil han kom fra Club Brugge i januar 2025.

## Klubkarriere
Olsen startede sin karriere i den lokale klub Alsønderup Idrætsforening i Hillerød, inden han i en alder af 12 skiftede til FC Nordsjælland.

### FC Nordsjælland
Kantspilleren blev første gang udtaget til truppen i en førsteholdskamp den 17. juli 2017 i en kamp mod Odense Boldklub, hvor han sad på bænken hele kampen.
Han fik sin debut for FC Nordsjælland den 23. juli 2017 i en alder af 17 år, da han startede på bænken, inden han erstattede Emiliano Marcondes i det 95. minut i en 3-2-sejr over Brøndby IF i Superligaen. Fem dage senere spillede han 72 minutter i DBU Pokal-kamp mod Vejgaard Boldspilklub, hvor han både scorede og lavede en assist i en 0-4-sejr ude.
Han blev snart en vigtig spiller for klubben, og med 22 mål i Superligaen i sæsonen 2018-19 kom han i søgelyset hos flere udenlandske klubber.

### Bologna
Det blev Bologna F.C. 1909, der 24. juli 2019 kunne offentliggøre, at klubben havde skrevet kontrakt med Andreas Skov Olsen.

## Landshold
Andreas Skov Olsen har spillet en række kampe på flere af de danske ungdomslandshold, heriblandt atten på U/21-holdet i hvilke, han scorede ni mål.
Han debuterede på A-landsholdet i en træningskamp mod Færøerne 7. oktober 2020 og scorede det første mål i 4-0-sejren. Han var med i tre VM-kvalifikationskampe i foråre 2021 og scorede blandt andet to mål i 4-0-sejren på udebane mod Østrig. Han blev udtaget til Danmarks trup til EM-slutrunden 2020 (afholdt 2021), hvor han fik spilletid i de første to kampe mod henholdsvis Finland og Belgien.